# Leonel Miranda
Leonel Ariel Miranda (Avellaneda, 7 gennaio 1994) è un calciatore argentino, centrocampista del Banfield.

## Caratteristiche tecniche
È un mediano.

## Carriera
Cresciuto nelle giovanili dell'Independiente, ha esordito in prima squadra il 3 febbraio 2013 in occasione del match pareggiato 1-1 contro il Tigre.

## Statistiche

### Presenze e reti nei club
Statistiche aggiornate al 7 marzo 2025.
| Stagione                  | Squadra                   | Campionato                | Campionato | Campionato | Coppe nazionali | Coppe nazionali | Coppe nazionali | Coppe continentali | Coppe continentali | Coppe continentali | Altre coppe | Altre coppe | Altre coppe | Totale | Totale | Totale |
| Stagione                  | Squadra                   | Comp                      | Pres       | Reti       | Comp            | Pres            | Reti            | Comp               | Pres               | Reti               | Comp        | Pres        | Reti        | Pres   | Reti 0 |        |
| ------------------------- | ------------------------- | ------------------------- | ---------- | ---------- | --------------- | --------------- | --------------- | ------------------ | ------------------ | ------------------ | ----------- | ----------- | ----------- | ------ | ------ | ------ |
| 2012-2013                 | Independiente             | PD                        | 15         | 1          | CA              | 1               | 1               | -                  | -                  | -                  | -           | -           | -           | 16     | 2      |        |
| 2013-2014                 | Independiente             | PBN                       | 19         | 0          | CA              | 1               | 0               | -                  | -                  | -                  | -           | -           | -           | 20     | 0      |        |
| Totale Independiente      | Totale Independiente      | Totale Independiente      | 34         | 1          |                 | 2               | 1               |                    | -                  | -                  |             | -           | -           | 36     | 2      |        |
| 2015                      | Houston Dynamo            | MLS                       | 20         | 2          | USOC            | 3               | 1               | -                  | -                  | -                  | -           | -           | -           | 23     | 3      |        |
| 2016                      | Houston Dynamo            | MLS                       | 12         | 1          | USOC            | 2               | 1               | -                  | -                  | -                  | -           | -           | -           | 14     | 2      |        |
| Totale Houston Dynamo     | Totale Houston Dynamo     | Totale Houston Dynamo     | 32         | 3          |                 | 5               | 2               |                    | -                  | -                  |             | -           | -           | 37     | 5      |        |
| 2016-2017                 | Defensa y Justicia        | PD                        | 23         | 3          | CA              | 4               | 0               | CS                 | 4                  | 0                  | -           | -           | -           | 31     | 3      |        |
| 2017-2018                 | Defensa y Justicia        | PD                        | 24         | 1          | CA              | 1               | 0               | CS                 | 8                  | 2                  | -           | -           | -           | 33     | 3      |        |
| 2018-2019                 | Defensa y Justicia        | PD                        | 25         | 0          | CA+CdL          | 1+2             | 0               | CS                 | 2                  | 0                  | -           | -           | -           | 30     | 0      |        |
| Totale Defensa y Justicia | Totale Defensa y Justicia | Totale Defensa y Justicia | 72         | 4          |                 | 8               | 0               |                    | 14                 | 2                  |             | -           | -           | 94     | 6      |        |
| lug.-dic. 2019            | Club Tijuana              | LMX                       | 17         | 3          | CM              | 2               | 1               | -                  | -                  | -                  | LC          | 1           | 0           | 20     | 4      |        |
| 2020                      | Racing Club               | PD                        | 7          | 1          | CA+CdL+CM       | 1+1+6           | 0               | CL                 | 10                 | 0                  | SA          | 1           | 0           | 26     | 1      |        |
| 2021                      | Racing Club               | PD                        | 13         | 0          | CA+CdL          | 0+16            | 0+1             | CL                 | 7                  | 0                  | -           | -           | -           | 36     | 1      |        |
| 2022                      | Racing Club               | PD                        | 25         | 1          | CA+CdL          | 1+13            | 0+2             | CS                 | 6                  | 1                  | TdC         | 1           | 0           | 46     | 4      |        |
| 2023                      | Racing Club               | PD                        | 0          | 0          | CA+CdL          | 0+2             | 0               | CL                 | 0                  | 0                  | SI          | -           | -           | 2      | 0      |        |
| 2024                      | Racing Club               | PD                        | 0          | 0          | CA+CdL          | 1+10            | 0               | CS                 | 0                  | 0                  | -           | -           | -           | 11     | 0      |        |
| Totale Racing Club        | Totale Racing Club        | Totale Racing Club        | 45         | 2          |                 | 51              | 3               |                    | 23                 | 1                  |             | 2           | 0           | 121    | 6      |        |
| 2024                      | Tigre                     | PD                        | 4          | 0          | CA+CdL          | -               | -               | -                  | -                  | -                  | -           | -           | -           | 4      | 0      |        |
| 2025                      | Banfield                  | PD                        | 5          | 0          | CA              | -               | -               | -                  | -                  | -                  | -           | -           | -           | 5      | 0      |        |
| Totale carriera           | Totale carriera           | Totale carriera           | 209        | 13         |                 | 68              | 7               |                    | 37                 | 3                  |             | 3           | 0           | 317    | 23     |        |

## Palmarès

### Club

#### Competizioni nazionali
- Trofeo de Campeones de la Liga Profesional: 1

Racing Club: 2022

#### Competizioni internazionali
- Coppa Sudamericana: 1

Racing Club: 2024